# Bella e i Bulldogs
Bella e i Bulldogs (Bella and the Bulldogs) è una serie televisiva statunitense ideata da Jonathan Butler e Gabriel Garza e trasmessa negli Stati Uniti da Nickelodeon, mentre in Italia da TeenNick e su MTV e su Comedy Central
La prima stagione è stata trasmessa negli Stati Uniti su Nickelodeon dal 17 gennaio al 30 maggio 2015, la seconda dal 30 settembre successivo al 25 giugno 2016.

## Trama
In una scuola texana, Bella Dawson viene reclutata come nuovo quarterback per la squadra scolastica: la ragazza, che abbandona il ruolo di cheerleader, stringe in breve amicizia con i ragazzi del club.

## Personaggi

### Personaggi principali
- Brec Bassinger come Bella Dawson.(1-2)È la protagonista. Ama il football per cui ha un talento speciale. Prima di entrare in squadra faceva la cheerleader con le sue amiche Pepper e Sophie. All'inizio è vista non molto bene dai ragazzi, ma poi fa amicizia con tutti. È molto allegra e cerca sempre di fare amicizia con tutti. Si invaghisce di Kyle da quando aveva sei anni e si mettono insieme finché lui non si trasferisce a Dallas. Successivamente si innamora di Zac, un membro dei Cobras. È molto forte fisicamente e atletica. Da piccola ha perso il padre che amava il football.
- Coy Stewart come Troy Dixon.(1-2)È un ragazzo amico di Bella.Vanitoso e disonesto, un vero donnaiolo che nella prima stagione si fidanza con Charlotte Newman che lo sta solo usando per poi lasciarsi. Poi si innamora di Mia ma non si mettono mai insieme. Ha un fratello piccolo di nome DJ e una sorella.
- Jackie Radinsky come Sawyer Huggins.(1-2) Sawyer è un moderno cowboy e il più grande conoscitore del Texas tra i Bulldogs. Ama la vita nei ranch, anche se il suo più grande sogno è viaggiare, ed è sempre pronto ad aiutare gli amici con un saggio consiglio, anche se i suoi proverbi non sempre hanno senso. Ha una sorella che odia. Si fidanza con Pepper con molti alti e bassi.
- Buddy Handleson come Newt:(1-2) È un ragazzo nella squadra dei Bulldogs. Fin dal primo momento appare molto codardo e fifone, ma ha un cuore molto grande. È molto bravo a cantare. È innamorato di Sophie non ricambiato. Suo padre è ricchissimo. Ha una madre e una matrigna di nome Brenda.
- Lilimar Hernandez come Sophie De La Rosa.(1-2)Sophie è una delle migliori amiche di Bella e come lei è una cheerleader. Ha poca pazienza, cosa che dipende dal fatto che è cresciuta con nove fratelli. Sophie è diretta, leale e dà ottimi consigli a Bella e a Troy per loro problemi di cuore, è corteggiata da Newt ma non lo ricambia.
- Haley Tju come Pepper Silverstein.(1-2)Pepper è l'amica di Bella più esagitata. Si fidanza con Sawyer nella prima stagione e nella seconda avrà una fratellino di nome Theo.
- Rio Mangini come Ace McFumbles.(1-2)Ace McFumbles è il reporter per la TV della scuola. È un vero ficcanaso e lo odiano in molti.

### Personaggi ricorrenti
- Annie Tedesco come Carrie Dawson.(ricorrente 1-in corso)La madre di Bella,suo marito è morto quando la figlia era piccola.Molte volte da consigli utili a Bella ma lei non li segue mai.
- Kyle Weber.(ricorrente 1)L'anima gemella di Bella da quando avevano sei anni, credeva di essere Batman.Inizia a uscire con Charlotte e poi con Bella ma si lasciano quando lui si trasferisce a Dallas.
- Zack Barnes.(guest star 1, 2)È un Cobras. Dopo Zack chiede di uscire con Bella per andare a un ballo ma la pianta per il bene della squadra.Torna nella seconda serie per folvorare Bella.Ama il chili.
- Luois De la Rosa.(ricorrente 1-2)È uno dei nove fratelli di Sophie,è il più magro e fa parte dei Bulldogs.
- Ricky De la Rosa.(ricorrente 1-2)È uno dei nove fratelli di Sophie,è il più grasso ed è adorabile. Fa parte dei Bulldogs.
- Abuela(ricorrente 1-2)È la nonna spagnola di Sophie. È brusca e da sempre ordini ma Sophie la adora.
- Coach(1-2)È l'allenatore della squadra dei Bulldogs,ama mangiare è sveglio, colto e ama il suo lavoro. Spesso da consigli a Bella e Troy. È single.
- Charlotte Newman(ricorrente 1-2)È la cattiva, scorrettissima e sleale nemica-rivale in amore di Bella, spesso le ruba Kyle ma quando lui si trasferisce a Dallas comincia a frequentare Troy per poi scoprire che lo stava solo usando per rimettersi con uno dei suoi innumerevoli ex mai visti dal vivo nella serie. A fine stagione Kyle lo respinge a tradimento e Bella, grazie all'operazione antigelosia, lo esclude.

## Episodi
| Stagione         | Episodi | Prima TV originale | Prima TV Italia (Nickelodeon) | Prima TV Italia (Super!) |
| ---------------- | ------- | ------------------ | ----------------------------- | ------------------------ |
| Prima stagione   | 19      | 2015               | 2015-2016                     | 2016                     |
| Seconda stagione | 20      | 2015-2016          | 2016-2017                     | 2017-2018                |

## Produzione
La serie è stata ordinata per una stagione di 19 episodi e una seconda di 20. La cancellazione della serie è stata confermata da Brec Bassinger il 26 giugno 2016 su Twitter scrivendo "spero che tutti vi state godendo l'ultimo episodio di Bella e i Bulldogs. Sarà per sempre un pezzo nel mio cuore ".